# Народний хор Цитовича (Білорусь)
Народний хор Цитовича — музичний колектив Білорусі, заснований 28 лютого 1952 року в с. Велике Підлісся (Ляховицький район, Брестська область, Білорусь) диригентом Геннадієм Цитовичем в якості народного хору.
З 1959 базується в Мінську. На 2016 р. включає оркестрову, балетну і хорову секції.

## Нагороди
- 2003 — головна нагорода міжнародного фестивалю «Гайновські дні церковної музики» (Білосток, Польща)
- 1989 — «Срібний кубок» міжнародного фестивалю «Квітнева весна» (Корея)
- 1968 — велика золота медаль 9-го міжнародного фестивалю студентів (Болгарія)

## Минуле
У 1959—1964 роках — Білоруський державний ансамбль пісні і танцю з офісом у Мінську. У 1965—1983 роках — Державний народний хор Білорусі. У 1983—1987 роках — Державний академічний народний хор Білорусі. У 1987 — 2002 роках — Державний академічний народний хор Білорусі імені Геннадія Цитовича. З 2002 року отримав сучасну назву — Національний академічний народний хор Республіки Білорусь імені Геннадія Цитовича (НАНХРБ Цитовича). 10 вересня 2004 Рада міністрів Республіки Білорусь Постановою № 1129 зробила хор державною установою (Мінськ, пл. Паризької комуни, 1).
У 2002—2007 роках хор давав більше 60 концертів за рік: 2002 рік — 74, 2003 рік — 71, 2004 рік — 72, 2005 рік — 72, 2006 рік — 62, 2007 рік — 76. На 2016 рік від заснування хор виступав за кордоном в 3 країнах Азії (Корея, Китай, Туреччина), 14 країнах Європи (Болгарія, Угорщина, Литва, Молдова, Німеччина, Польща, Румунія, Словаччина, Сербія, Україна, Фінляндія, Франція, Чехія, Російська Федерація) і Канаді.

### Керівництво
Художній керівник:
- Геннадій Цитович (1952—1974)
- Михайло Дриневський (з 1975)

Головний хормейстер:
- Геннадій Цитович (1952—1973)
- Михайло Дриневський (1973—1977)
- Іван Абразевич (з 1977)